# Irène Sweyd
Irène Sweyd (Anversa, 7 luglio 1940) è un'ex nuotatrice belga.
Specializzata nello stile libero, ha partecipato ai Giochi di Melbourne 1956, gareggiando nei 100m sl.